# 乌巴 (米纳斯吉拉斯州)
烏巴是巴西米纳斯吉拉斯州的一个市镇。总面积407.699平方公里，总人口94228人，人口密度231.1人/平方公里。